# ناحیه ون بورن، شهرستان هنکاک، اوهایو
ناحیه ون بورن، شهرستان هنکاک، اوهایو (به انگلیسی: Van Buren Township, Hancock County, Ohio) یک سکونتگاه مسکونی در ایالات متحده آمریکا است که در شهرستان هنکاک، اوهایو واقع شده‌است.

## خصوصیات
ناحیه ون بورن ۶۳٫۱ کیلومترمربع مساحت و ۹۴۳ نفر جمعیت دارد و ۲۷۱ متر بالاتر از سطح دریا واقع شده‌است.